# Andreas von Bülow
 (décembre 2024).
Si vous disposez d'ouvrages ou d'articles de référence ou si vous connaissez des sites web de qualité traitant du thème abordé ici, merci de compléter l'article en donnant les références utiles à sa vérifiabilité et en les liant à la section « Notes et références ».
Andreas von Bülow, né le 17 juillet 1937 à Dresde, est un homme politique allemand membre du Parti social-démocrate d'Allemagne (SPD).
Il est député fédéral du Bade-Wurtemberg au Bundestag, de 1969 à 1994, et s'implique notamment dans la commission de contrôle parlementaire, qui surveille l'activité des services de renseignement fédéraux. Au sein du gouvernement, il occupe d'abord le poste de secrétaire d'État parlementaire du ministère fédéral de la Défense d'Allemagne entre 1976 et 1980, puis de ministre fédéral de la Recherche les deux années suivantes.
Après son retrait de la vie politique, il publie plusieurs ouvrages polémiques, l'un faisant référence à des complots criminels de la CIA, du Mossad et du BND, l'autre évoquant clairement un complot américain pour les attentats du 11 septembre. Il a en outre fait partie du réseau Voltaire.

## Éléments personnels

### Formation et carrière
Après avoir passé son Abitur en 1956, il accomplit des études supérieures de droit à l'université de Heidelberg puis à l'université de Munich, où il obtient son premier diplôme juridique d'État en 1960. Il décroche le second quatre ans plus tard, et entre deux ans plus tard dans l'administration publique du Bade-Wurtemberg. Il travaille d'abord dans les services préfectoraux de Balingen, puis de Heidelberg, et enfin du président du gouvernement du district de Wurtemberg-du-Sud-Hohenzollern.
En 1969, il reçoit un doctorat de droit de l'université de Heidelberg.

### Vie privée
Marié, il est père de quatre enfants.

## Vie politique

### Au sein du SPD
Il adhère au Parti social-démocrate d'Allemagne (SPD) en 1960, devenant huit ans plus tard président de la fédération de l'arrondissement de Balingen, qu'il conserve jusqu'en 1975.

### Au sein des institutions
Il est élu député fédéral du Bade-Wurtemberg au Bundestag en 1969, intégrant aussitôt la commission de contrôle parlementaire, qui supervise l'activité des services de renseignement fédéraux. Nommé secrétaire d'État parlementaire du ministère fédéral de la Défense en 1976 sous la direction de Georg Leber, puis Hans Apel à partir de 1978, Andreas von Bülow est choisi par Helmut Schmidt comme ministre fédéral de la Recherche et de la Technologie le 6 novembre 1980.
Il est contraint de démissionner le 1er octobre 1982, à la suite de l'adoption d'une motion de censure constructive ayant porté le chrétien-démocrate Helmut Kohl au pouvoir. Il continue de siéger au Bundestag jusqu'en 1994, restant toujours membre de la commission de contrôle parlementaire, puis se retire de la vie politique.

## Théories du complot

### Sur les services de renseignement
En 1998, il publie In namen des Staates (Au nom de l'État). Dans cet ouvrage, il évoque les pratiques criminelles de la CIA, du Mossad et du BND. Il attribue ainsi de nombreuses opérations ou morts mystérieuses au service américain, notamment la tentative d'assassinat de Jean-Paul II du 13 mai 1981 par Mehmet Ali Ağca, ou la mort d'Uwe Barschel, ancien ministre-président du Schleswig-Holstein qui s'est officiellement suicidé à Genève. Il accrédite également la thèse de la surprise d'octobre, selon laquelle l'équipe de campagne de Ronald Reagan aurait, en 1980, négocié avec l'ayatollah Khomeini de retarder la libération des otages américains alors retenus à l'ambassade de Téhéran.

### Sur le 11 septembre
Il a publié en 2002 Die CIA und der 11. September (La CIA et le 11 septembre) un ouvrage controversé dans lequel il attribue les attentats du 11 septembre 2001 à un complot intérieur aux États-Unis.

### Publications
- (de) Im Namen des Staates, Piper Verlag GmbH, München 2000,  (ISBN 3492230504)
- (de) Die CIA und der 11. September. Internationaler Terror und die Rolle der Geheimdienste, Piper Verlag GmbH, München 2003,  (ISBN 3492045456)
- (de) The CIA and September 11th : International Terror and the Role of the Secret Services[1]